# Benhadad III
Benhadad III was de zoon van Hazaël, de koning van Aram-Damascus. Volgens de Hebreeuwse Bijbel werd het koninkrijk Israël in de handen van Benhadad gegeven (2 Koningen 13:3). Hazaël werd opgevolgd door Benhadad maar Joas, de koning van Israël, versloeg Benhadad drie keer en nam de afgenomen steden terug (2 koningen 13:24-25). Tegen de koning van Hamath, Zakkur, verenigde hij 17 koningen.